# محوطه قلعه‌تپه
محوّطهٔ قلعه تپه مربوط به دوره اشکانیان - دوره ساسانیان - سده‌های آغازین دوران‌های تاریخی پس از اسلام است و در شهرستان کوثر، بخش مرکزی، دهستان سنجبد شمالی، روستای سقاواز واقع شده و این اثر در تاریخ ۲۶ اسفند ۱۳۸۷ با شمارهٔ ثبت ۲۵۸۳۵ به‌عنوان یکی از آثار ملی ایران به ثبت رسیده است.